# Elsie Green
Elsie Green (* 27. Januar 1908; † 4. September 2009) war eine britische Hürdenläuferin.
1934 gewann sie für England startend bei den British Empire Games in London Bronze über 80 m Hürden in 12,3 s. Im Vorlauf stellte sie mit 11,9 s ihre persönliche Bestzeit auf.
Von 1931 bis 1935 wurde sie fünfmal in Folge Englische Meisterin über 80 m Hürden. Sie war verheiratet und hatte einen Sohn und eine Tochter.